# Liu Zhiwei
Liu Zhiwei (chinesisch 刘志伟, Pinyin Liú Zhìwěi; * 25. August 1988) ist ein chinesischer Eishockeytorwart, der seit 2013 erneut bei der Mannschaft aus Harbin in der chinesischen Eishockeyliga spielt.

## Karriere
Liu Zhiwei begann seine Karriere als Eishockeyspieler in der Amateurmannschaft aus Harbin, für die er in der chinesischen Eishockeyliga spielte. 2010 wechselte er zu China Dragon, dem einzigen chinesischen Profiteam, für das er in der Asia League Ice Hockey auflief. 2013 kehrte er zum Amateurteam aus Harbin zurück.

### International
Im Juniorenbereich nahm Liu mit China an den U20-Weltmeisterschaften 2007 in der Division III und 2008 in der Division II teil.
Sein Debüt in der Chinesischen Herren-Auswahl gab der Torwart bei der Weltmeisterschaft 2011 in der Division II. Auch 2012, 2013, 2014 und 2015, als er mit der besten Fangquote und der geringsten Gegentorrate pro Spiel maßgeblich zum Aufstieg aus der B- in die A-Gruppe beitrug, spielte er mit der Mannschaft aus dem Reich der Mitte in der Division II. Zudem vertrat er seine Farben bei den Winter-Asienspielen 2011 und der Qualifikation für die Olympischen Winterspiele in Pyeongchang 2018.

## Erfolge und Auszeichnungen
- 2007 Aufstieg in die Division II bei der U20-Weltmeisterschaft der Division III
- 2015 Aufstieg in die Division II, Gruppe A, bei der Weltmeisterschaft der Division II, Gruppe B
- 2015 Beste Fangquote und geringste Gegentorrate bei der Weltmeisterschaft der Division II, Gruppe B